# Список глав Ярославля
Список глав города Ярославля.

## Городские головы(1785—1917)
- Барсов, Андрей Александрович (1785—1786), купец 1-й гильдии
- Желутков (Желудков), Егор Иванович (1787—1789), купец 1-й гильдии
- Викулин, Михаил Козьмич (1790—1792), купец 1-й гильдии
- Желутков (Желудков), Егор Иванович (1793—1795), купец 1-й гильдии
- Желутков (Желудков), Пётр Ильич (1796—1798), купец 3-й гильдии
- Москательников, Фёдор Петрович (1799—1801), купец 3-й гильдии
- Протасов, Алексей Иванович (1802—1804), купец 2-й гильдии
- Москательников, Фёдор Петрович (1805—1807), купец 3-й гильдии
- Сорокин, Филипп Семёнович (1808—1811), купец 2-й гильдии
- Матвеевский, Степан Иванович (1812—1817), купец 1-й гильдии
- Желутков (Желудков), Пётр Ильич (1818—1820), купец 3-й гильдии
- Оловянишников, Иван Порфирьевич (1819—1820), потомственный почётный гражданин, купец 2-й гильдии
- Матвеевский, Степан Иванович (1821—1822), купец 1-й гильдии
- Кузнецов, Иван Сергеевич (1822—1823), купец 2-й гильдии
- Пегов, Михаил Петрович (1824—1826), купец 2-й гильдии
- Балов, Фёдор Назарович (1827—1829), купец 2-й гильдии
- Соболев, Василий Семёнович (1830—1832), купец 2-й гильдии
- Оловянишников, Иван Порфирьевич (1833—1835), потомственный почётный гражданин, купец 1-й гильдии
- Пастухов, Александр Матвеевич (1836—1839), почётный гражданин, коммерции советник, купец 2-й гильдии
- Соболев, Василий Семёнович (1839—1842), купец 2-й гильдии
- Балов, Фёдор Назарович (1842—1844), купец 2-й гильдии
- Пастухов, Александр Матвеевич (1845—1847), почётный гражданин, коммерции советник, купец 1-й гильдии
- Крохоняткин, Павел Иванович (1848—1850), купец 1-й гильдии
- Соболев, Василий Семёнович (1851), купец 2-й гильдии
- Шапулин, Виктор Сергеевич (1852—1853, исполнял обязанности), купец 2-й гильдии
- Матвеевский, Иван Петрович (1854—1856), купец 3-й гильдии
- Кузнецов, Семён Ильич (1857—1859), купец 2-й гильдии
- Лопатин, Павел Иванович (1860—1862), купец 2-й гильдии
- Лопатин, Яков Семёнович (1863—1865), потомственный почётный гражданин
- Полетаев, Спиридон Онисимович (1866—1868), купец 1-й гильдии
- Вахрамеев, Александр Иванович (1869—1871), купец 3-й гильдии
- Кокуев, Рафаил Иванович (1871—1874), почётный гражданин, потомственный почетный гражданин (с 1873 г.), купец 2-й гильдии
- Шубин, Александр Павлович (1874—1881), гвардии поручик
- Вахрамеев, Иван Александрович (1881—1887), потомственный почётный гражданин, почётный гражданин Ярославля, статский советник
- Соболев, Иван Николаевич (1887—1896), потомственный почётный гражданин
- Вахрамеев, Иван Александрович (1897—1905), потомственный почётный гражданин, почётный гражданин Ярославля, статский советник
- Чистяков, Дмитрий Иванович (1906—1909)
- Щапов, Пётр Петрович (1910 — март 1916), коллежский секретарь, кандидат права (с 1916 г.)
- Преображенский, Андрей Петрович (март 1916 — март 1917, исполняющий обязанности), коллежский асессор
- Лопатин, Владимир Семёнович (март — август 1917)
- Суворов, Сергей Александрович (август 1917 — февраль 1918)

## Главы исполкома городского Совета (1917—1991)
- Доброхотов, Николай Фёдорович (ноябрь 1917 — февраль 1918), председатель исполкома Ярославского городского Совета рабочих и солдатских депутатов
- Закгейм, Давид Соломонович (февраль — июль 1918), председатель горисполкома

Председатели горуездисполкома
- Пожаров, Николай Арсеньевич (август — декабрь 1918)
- Волков, Иван Петрович (январь — август 1919)
- Бушуев, Николай Фёдорович (сентябрь 1919 — март 1920)
- Стятюгин, Иван Фёдорович (апрель 1920 — август 1921)

Председатели городского Совета
- Бабаев, Александр Федорович (сентябрь 1921 — июль 1922)
- Милов, Николай Иванович (декабрь 1925 — апрель 1929)
- Плаксин, Кирилл Иванович (май — декабрь 1929)
- Вахрева, Анна Ипатьевна (декабрь 1929 — февраль 1930)
- Варенышев, Александр Иванович (февраль 1930 — октябрь 1931)
- Луговский, Иван Иванович (октябрь 1931 — декабрь 1933)
- Мельников, И. А. (январь 1934 — февраль 1936)
- Чернышев, Павел Яковлевич (февраль — ноябрь 1936)
- Гаврилов, Михаил Гаврилович (ноябрь 1936 — июнь 1937)
- Стрелков, Николай Иванович (июнь — ноябрь 1937)
- Москвина, Любовь Антоновна (ноябрь 1937 — июнь 1938)
- Правоторов, Николай Иванович (июнь 1938 — февраль 1941)

Председатели горисполкома
- Виноградов, Вениамин Павлович (март 1941 — январь 1945)
- Пышкин, Владимир Фёдорович (январь — декабрь 1945)
- Павлов, Владимир Евграфович (январь 1946 — апрель 1947)
- Быков, Алексей Васильевич (апрель 1947 — февраль 1953)
- Клименко, Иван Ефимович (февраль 1953 — сентябрь 1954)
- Зятев, Михаил Петрович (сентябрь 1954 — апрель 1955)
- Колесов, Аркадий Васильевич (июнь 1955 — сентябрь 1956)
- Стомпелев, Евгений Евгеньевич (сентябрь 1956 — март 1959), председатель Ярославского городского Совета депутатов трудящихся
- Кириллов, Юрий Дмитриевич (март 1959 — сентябрь 1970)
- Хренов, Михаил Константинович (сентябрь 1970 — февраль 1972)
- Яблоков, Николай Александрович (февраль 1972 — декабрь 1979)
- Ковалёв, Владимир Андреевич (декабрь 1979 — апрель 1985)
- Рябков, Александр Иванович (апрель 1985 — март 1989)
- Волончунас, Виктор Владимирович (март 1989 — декабрь 1991)
- Кругликов, Лев Леонидович (1990—1994), председатель Ярославского городского Совета народных депутатов

## Первые секретари горкома компартии (1930—1990)
Первые секретари горкома
- Морозов, Дмитрий Егорович (август 1930 — декабрь 1932)
- Ступишин, Станислав Михайлович (январь — сентябрь 1933)
- Коцен, Ефим Григорьевич (сентябрь — ноябрь 1933)
- Нефедов, Иван Андреевич (декабрь 1933 — 1936)
- Иванов, Фёдор Иванович (1936 — март 1937)

Первые секретари горкома и обкома
- Вайнов, Антон Романович (март — июнь 1937)
- Зимин, Николай Николаевич (июнь 1937 — февраль 1938)
- Пересторонин, Василий Петрович (февраль — май 1938)
- Шахурин, Алексей Иванович (май 1938 — январь 1939)
- Патоличев, Николай Семёнович (январь 1939-декабрь 1941)
- Канунников, Михаил Яковлевич (январь — июль 1942)
- Ларионов, Алексей Николаевич (июль 1942 — август 1946)
- Турко, Иосиф Михайлович (август 1946 — март 1949)
- Ситников, Георгий Семёнович (март 1949 — февраль 1950)

Первые секретари горкома
- Назаров, Константин Алексеевич (февраль 1950 — июнь 1952)
- Колотошин, Николай Сергеевич (август 1952 — февраль 1954)
- Орлов, Михаил Леонидович (февраль 1954 — декабрь 1957)
- Чугунников, Николай Сергеевич (декабрь 1957 — сентябрь 1959)
- Бородин, Михаил Ермолаевич (октябрь 1959 — январь 1963)
- Барабаш, Виктор Максимович (декабрь 1964 — август 1974)
- Горулёв, Владимир Фёдорович (август 1974 — ноябрь 1979)
- Толстоухов, Игорь Аркадьевич (ноябрь 1979 — март 1985)
- Ковалев, Владимир Андреевич (апрель 1985 — июль 1987)
- Карнаков, Леонид Леонидович (июль 1987 — март 1990[1])

## Мэры Ярославля (с 1991)
- Волончунас, Виктор Владимирович (с 18 декабря 1991 г. до избрания мэром — глава администрации города; с 1995 г. по 11 апреля 2012 г. — мэр Ярославля)
- Урлашов, Евгений Робертович (с 11 апреля 2012 г.; 18 июля 2013 г. временно отстранён от должности до приговора суда, который был вынесен 3 августа 2016 г.; 20 января 2017 г. полномочия мэра официально прекращены в связи с обвинительным приговором суда)
  - Нечаев, Александр Витальевич (и. о.) (с 3 по 12 июля 2013 г.)
  - Виноградов, Олег Игоревич (и. о.) (с 12[2] по 22 июля 2013 г.)
  - Нечаев, Александр Витальевич (и. о.) (с 22 июля 2013 г. по 1 июня 2015 г.)
  - Степанов Николай Дмитриевич (и. о.) (с 1 по 3 июня 2015 г.)[3]
  - Малютин, Алексей Геннадьевич (и. о.) (с 3 июня 2015 г. по 21 сентября 2016 г.)
- Слепцов, Владимир Витальевич (и. о. с 21 сентября 2016 г.; мэр Ярославля с 1 марта 2017 г. по 3 октября 2018 г.)
- Волков, Владимир Михайлович (и. о. с 3 октября по 5 декабря 2018 г.; мэр Ярославля с 5 декабря 2018 г. по 18 мая 2022 г.)
- Молчанов, Артём Владимирович — с 11 ноября 2022 года